# WALL
WALL株式会社（うぉーる）は、東京都渋谷区に本社を置き、法人向けのマッチングサイトを運営する日本の企業。旧社名は株式会社オフィスミル。2015年2月に現社名へ変更した。

## 会社概要
WALL株式会社が展開する「Wall」は総合建築メディアサービスである。ソファー・テーブル・照明などのインテリア情報から、施設取材・導入事例・デザイナー情報に至るまで、建築にまつわる全てを繋ぐプラットフォームである。
WALL株式会社が展開するオフィスミルのサービスは主に2つある。1つ目に「OFFICEMILL（オフィスミル）」である。オフィスに関する様々な情報発信及び、施主と事業者を最適な形でマッチングさせることを目的とした、ポータルサイトの開発と運営が主な内容である。3つ目に、「OFFICEMILL　PRO（オフィスミルプロ）」である。オフィス当の施設づくりに必要な製品、サービスの情報を一つにまとめたもので、主にそれらの情報を求める建築家と製品を発信したいブランドメーカーを繋ぎ、それらの最適化を目的としている。

## 事業内容
- ポータルサイト「OFFICEMILL（オフィスミル）」企画、運営
- オンラインサービス「OFFICEMILL PRO（オフィスミルプロ）」企画、運営
- その他会員、広告事業